# Zander Biewenga
Zander Biewenga, né le 26 août 1996 en Afrique du Sud, est un trampoliniste sud-africain.

## Carrière
Il obtient la médaille d'argent en trampoline individuel aux Championnats d'Afrique 2012 à Pretoria. Aux Championnats d'Afrique 2016, il est médaillé d'or en double-mini trampoline individuel et médaillé d'argent en trampoline synchronisé.